# Crocifissa
Crocifissa  è un nome proprio di persona italiano femminile.

## Varianti
- Femminili: Crocefissa
  - Ipocoristici: Croce, Crocetta[2]
- Maschili: Crocifisso, Crocefisso

### Varianti in altre lingue
- Latino: Crucifixa[1]

## Origine e diffusione

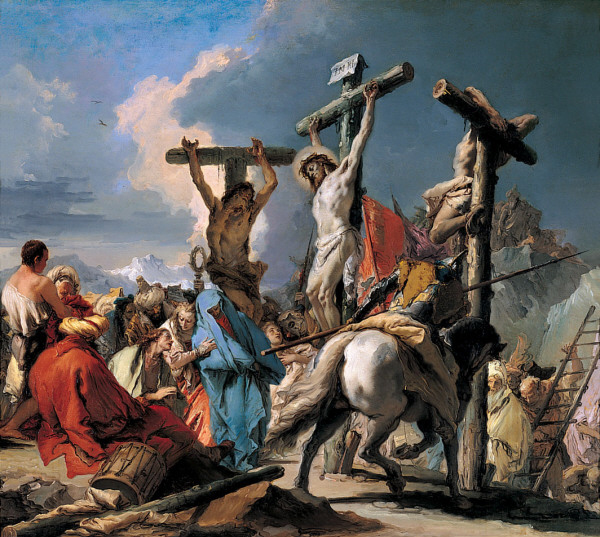
La crocifissione di Gesù dipinta da Giambattista Tiepolo

Etimologicamente, deriva dal latino crucifixus, "inchiodato sulla croce", "messo in croce"; da un lato, fa riferimento alla crocifissione di Gesù, dall'altro riflette il culto del Santissimo Crocifisso (proprio del Sud Italia, in particolare di Sicilia e Puglia, dove il nome è infatti maggiormente diffuso). Per semantica, Crocifissa può essere accostato ai nomi Croce e Stauros.

## Onomastico
L'onomastico viene celebrato il giorno del Venerdì Santo. Si ricordano comunque con questo nome anche una santa, Maria Crocifissa Di Rosa, fondatrice della congregazione delle Ancelle della Carità, commemorata il 15 dicembre, e due beate, Maria Crocifissa Curcio, fondatrice della congregazione delle Carmelitane Missionarie di Santa Teresa del Bambin Gesù, ricordata il 4 luglio, e Maria Crocifissa Satellico, badessa clarissa, ricordata l'8 novembre.

## Persone
- Maria Crocifissa Curcio, religiosa italiana
- Maria Crocifissa Di Rosa, religiosa e santa italiana
- Maria Crocifissa Satellico, religiosa italiana

### Variante maschile Crocefisso
- Crocefisso Maggio, giocatore di biliardo italiano
- Crocefisso Miglietta, calciatore italiano

## Il nome nelle arti
- Zio Crocifisso è un personaggio del romanzo I Malavoglia di Giovanni Verga.